# Oto Košta
Oto Košta (* 14. prosince 1956 Vysoké Mýto) je český lékař a vysokoškolský pedagog, od listopadu 2016 do února 2017 hejtman Olomouckého kraje, v letech 2016 až 2020 zastupitel Olomouckého kraje, bývalý člen hnutí ANO 2011.

## Život
V letech 1976 až 1982 vystudoval všeobecné lékařství na Lékařské fakultě Univerzity Palackého v Olomouci (získal titul MUDr.). V 90. letech 20. století absolvoval odborné stáže ve Švýcarsku, Německu a Izraeli. Ve studiu pak pokračoval v letech 2005 až 2010, tentokrát doktorským oborem sociální lékařství na Lékařské fakultě Masarykovy univerzity (získal titul Ph.D.).
Pracovní kariéru začínal v letech 1982 až 1984 jako lékař Ústavu patologie Fakultní nemocnice Hradec Králové. V roce 1984 přešel do Fakultní nemocnice Olomouc. Stal se vedoucím lékařem Závodního zdravotního střediska a oddělení zdravotní výchovy a také externím lékařem II. interní kliniky. Od roku 1992 vede soukromou lékařskou praxi jako praktický lékař pro dospělé, od roku 1995 k tomu soukromě podniká. V letech 2004 až 2005 byl předsedou představenstva akciové společnosti NAD BOTIČEM a od roku 2013 je jednatelem a společníkem se 100% majetkovou účastí ve společnosti MUDr. Oto Košta, Ph.D., praktický lékař.
Za svou lékařskou kariéru napsal několik publikací a účastnil se zahraničních kurzů. Přednáší na Lékařské fakultě UP v Olomouci a na Lékařské fakultě Ostravské univerzity v Ostravě. Několik let byl lékařem dálkových plavců a tenistů, později ligových fotbalistů Sigmy Olomouc a 1. HFK Olomouc. Od roku 2014 je také poradcem Mezinárodního centra klinického výzkumu (ICRC), které spadá pod Fakultní nemocnici u sv. Anny v Brně.
Oto Košta je ženatý a má jednoho syna, žije ve městě Olomouc. Je členem Židovské obce Olomouc. 

## Politické působení
Ve volbách do Senátu PČR v roce 2000 kandidoval jako nestraník za ČSNS v obvodu č. 62 – Prostějov. Se ziskem 2,28 % hlasů však skončil na posledním 6. místě.
Od roku 2015 spolupracoval s hnutím ANO 2011, na počátku roku 2016 do něj pak vstoupil. V krajských volbách v roce 2016 byl z pozice lídra kandidátky hnutí ANO 2011 v Olomouckém kraji zvolen zastupitelem. Vítězné hnutí ANO 2011 uzavřelo koalici s druhou ČSSD a šestou ODS, dne 8. listopadu 2016 byl pak zvolen hejtmanem Olomouckého kraje (obdržel 35 hlasů od 54 přítomných zastupitelů).
V roce 2017 navrhlo stranické vedení ANO společně se zastupiteli jeho odvolání z důvodů nezvládání úřadu a spolupráce s předchozím hejtmanem Rozbořilem. Andrej Babiš prohlásil, že Oto Košta má problémy s alkoholem. O jeho odvolání z postu hejtmana se hlasovalo dne 27. února 2017. Košta byl z funkce odvolán, nahradil ho jeho stranický kolega Ladislav Okleštěk. V dubnu 2017 pak vystoupil z hnutí ANO 2011. Ve volbách v roce 2020 již nekandidoval.